# Lucy Russell
Lucy Russell (* 1972) je anglická herečka. Svou kariéru zahájila koncem devadesátých let jednou z hlavních rolí ve snímku Sledování. Režisérem filmu byl Christopher Nolan – s tím se potkala během studií University College London; později měla malou roli v jeho filmu Batman začíná (2005). Později hrála v mnoha dalších filmech a také v řadě seriálů. Rovněž hrála v divadle.

## Filmografie

### Filmy
- Sledování (1998)
- Left Turn (2001)
- Far from China (2001)
- Angličanka a vévoda (2001)
- Nude, Descending… (2002)
- Vysvobození (2003)
- Zabij mě s citem (2004)
- L'Ennemi naturel (2004)
- Rudá růže (2005)
- Batman začíná (2005)
- Tristan a Isolda (2006)
- Mstitel (2006)
- Forgiven (2007)
- Clapham Junction (2007)
- Angel (2007)
- He Kills Coppers (2008)
- Cass (2008)
- Imaginárium dr. Parnasse (2009)
- Zalika (2011)
- Dovolenkáři (2012)
- Světová válka Z (2013)
- I'm Still Here (2013)
- Cal (2013)
- Das Tor zur Welt (2014)
- Ashes to Ashes (2014)
- Murmur (2015)
- Daisy (2016)
- Toni Erdmann (2016)
- Where Hands Touch (2018)
- Brexit (2019)
- Judy (2019)

### Seriály
- 10 dní do války
- 10 Minute Tales
- Combat Kids
- The Crown
- Černobyl
- Červené barety
- Dark Mon£y
- Génius
- Kiri
- Špióni z Cambridge
- Top Boy
- Vraždy v Midsomeru
- Wolf Hall
- Zavolejte porodní sestřičky